# 小行星7865
小行星7865（7865 Françoisgros）是一颗绕太阳运转的小行星，为主小行星带小行星。该小行星于1982年3月发现。

## 轨道参数
小行星7865的轨道半长轴为338 403 353 km（2.2620545 UA），离心率为0.151。